# Kostel svatého Cyrila a Metoděje (Vidče)
Kostel svatého Cyrila a Metoděje je římskokatolický kostel v obci Vidče v okrese Vsetín. Je farním kostelem farnosti Vidče a slouží ke konání pravidelných bohoslužeb.

## Historie kostela
Hlavními iniciátory stavby kostela ve Vidči byli nadučitel Ignác Kašlík a tehdejší farář v Zubří P. Karel Řezníček. V roce 1894 založili „Jednotu pro vystavění římskokatolického kostela a ke zřízení samostatné duchovní správy“. V roce 1901 se stal kaplanem v Zubří P. Alois Pozbyl, který převzal další iniciativu.
Základní kámen byl požehnán 8. listopadu 1908. Kostel byl dokončen v roce 1915 a byl slavnostně vysvěcen světícím biskupem olomouckým ThDr. Karlem Wisnarem 26. září 1920.

## Galerie

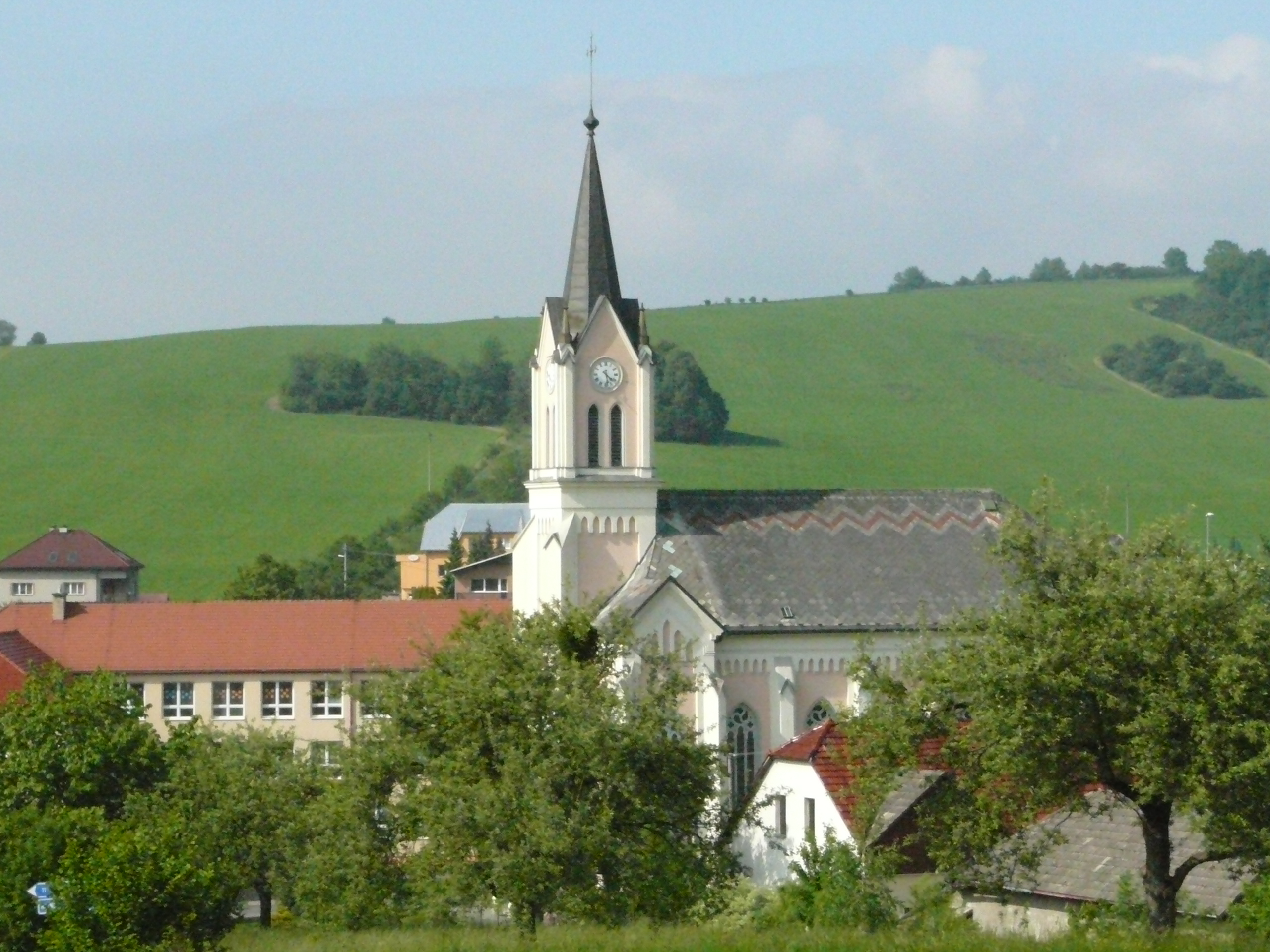
Kostel svatého Cyrila a Metoděje
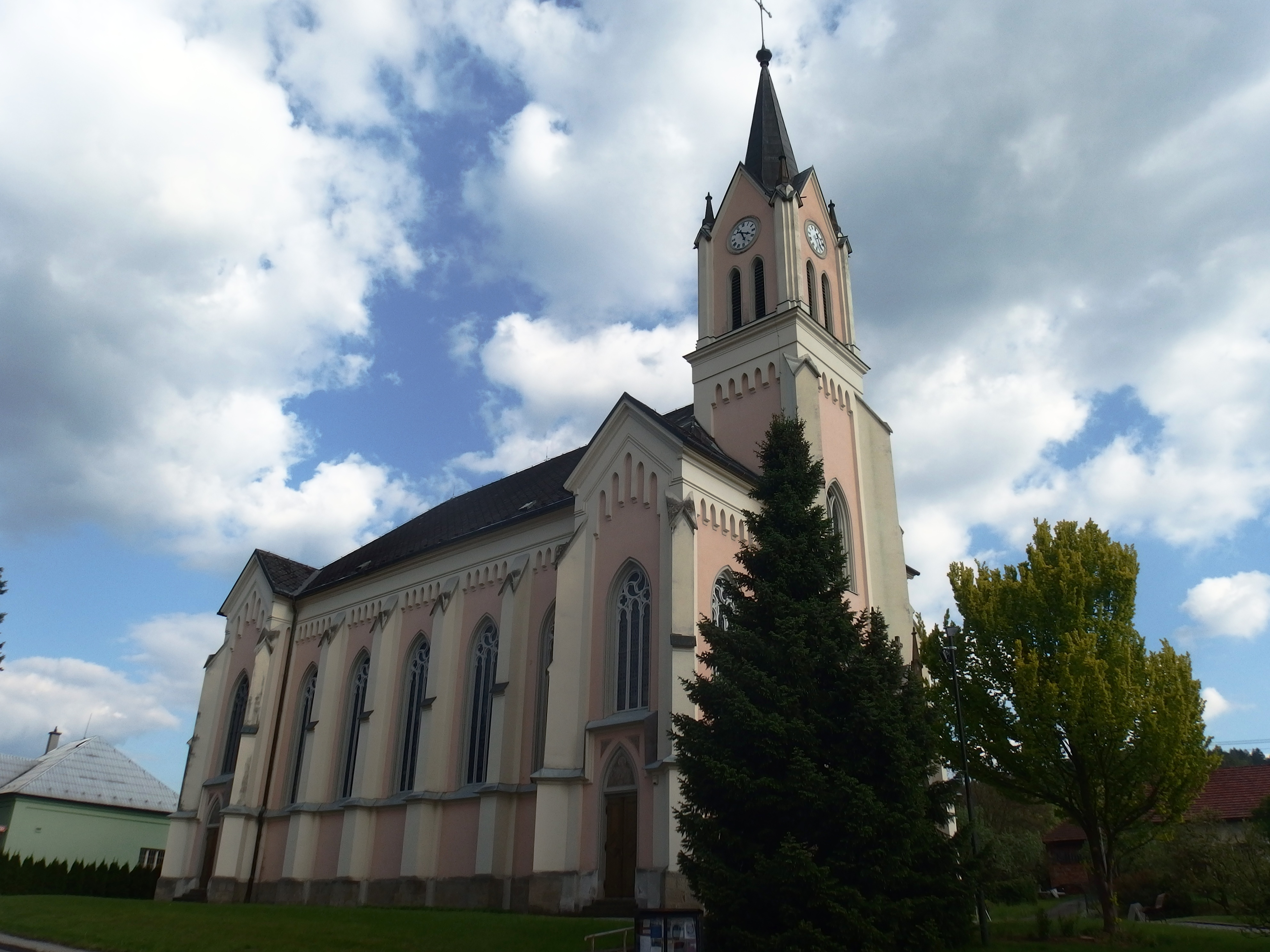
Pohled od SZ
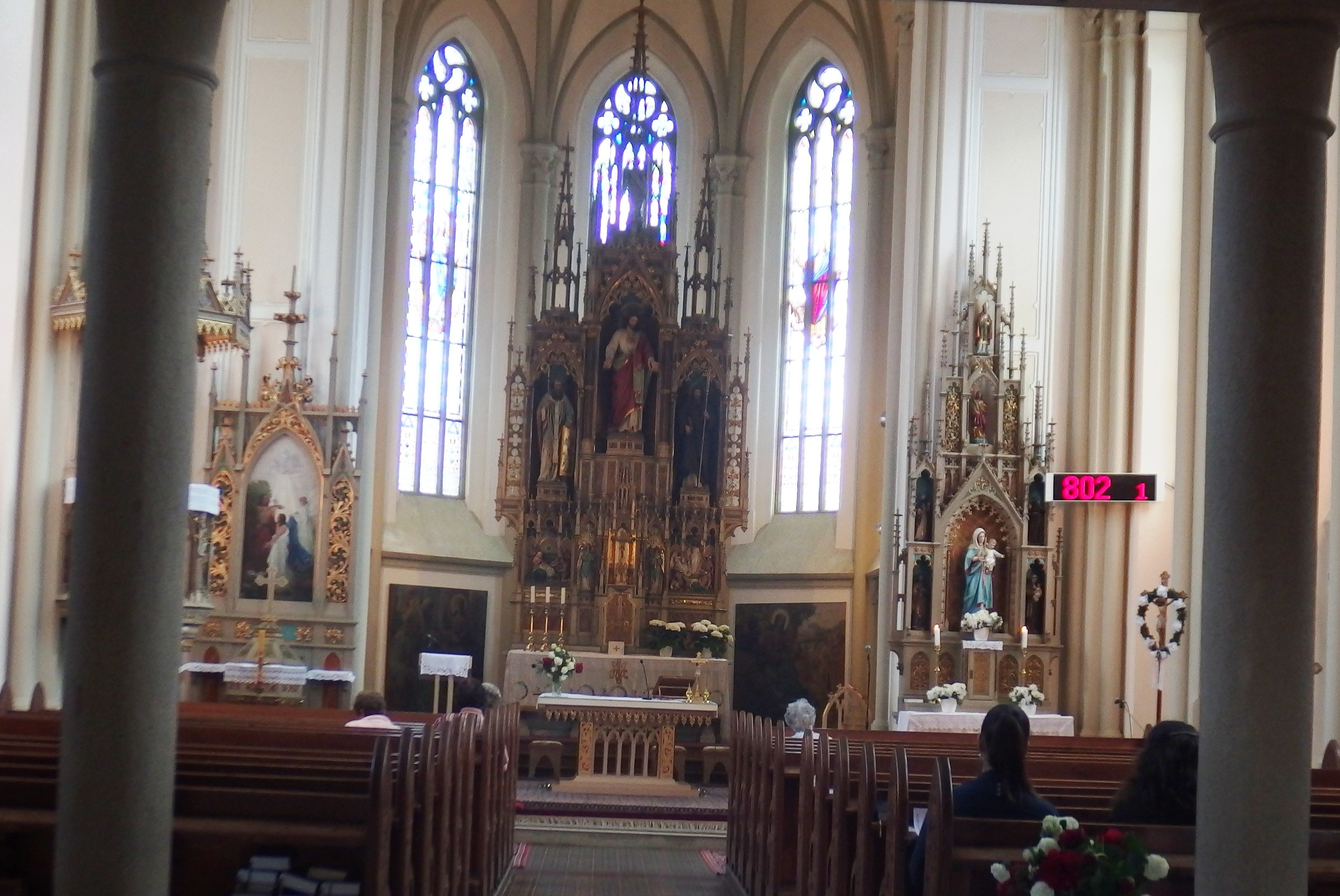
Vnitřek kostela